# Derby de Liège
Le derby de Liège est une rencontre de football opposant  le Standard de Liège et le RFC Liège, les deux principales équipes de la ville de Liège. Il s'agit de l'une des rivalités le plus vielle et les plus intenses de Belgique.
Les premières confrontations en championnat de Belgique ont lieu lors de la saison 1909-1910 et se concluent toutes les deux sur un score nul.

## Historique de la rivalité

Standard de Liège

RFC Liège

L'origine de la rivalité entre le Standard et le FC Liégeois est antérieure à l'arrivée du football en Belgique. Elle s'inscrit en effet dans ce que l'on appelle la pilarisation de la société belge et oppose, dans ce cas si, le pan catholique au pan libéral. Ainsi, pour l'historien Julien Demolin, la rivalité entre les deux clubs principautaire est tout simplement la continuité de celle opposant les étudiants "catholiques" du Collège Saint-Servais à ceux "laïcs" de l'Athénée royal de Liège. Il pouvait y avoir en effet des grosses tensions entre les étudiants se terminant parfois en bagarre dans le centre ville. Les étudiants de l'Athénée s'amusait à dénommé ceux de Saint-Servais de "Sal singe" tandis que ceux du Collège les surnommait en retour "les apprentis ramoneurs". 
À l'instar de bien d'autres endroits dans le monde, la Ville de Liège et sa région découvrirent le football, grâce à la présence de nombreux cadres et ouvriers anglais, qui contribuaient, depuis le milieu du XIXe siècle, à l'installation et au développement du bassin industriel liégeois. C'est sous l'influence de ces Anglais que de très jeunes élèves anglais, étudiant à l'Athénée royal de Liège, importèrent le football à Liège.
La ville de Liège fut alors le berceau du football wallon puisque le premier club de Football en Wallonie fut le Football Club Liégeois fondé en 1892, c'est le quatrième plus vieux club de Belgique, il fut créé par des membres du Liege Cyclist's Union qui avaient organisé la même année la 1re édition de Liège-Bastogne-Liège (appelée alors « Liège-Bastogne et retour ») (L'organisation de la deuxième édition de « La Doyenne » fut confiée au Pesant Club Liégeois), ils cherchaient un sport « d'hiver » pour maintenir leur forme physique en attendant le printemps. On considère que le RFC Liège est bien représentatif du sport liégeois en général.
Le FC liégeois, surnommé le « Old club »  ou plus populairement les « Sang & Marine » participèrent à la toute première édition du Championnat de Belgique lors d'une saison 1895/1896 que les Liégeois remportèrent, devenant le premier Champion de Belgique de l'Histoire.
Le Club Liégeois ne réédita pas l'exploit la saison suivante, terminant deuxième à quatre points du premier, le Racing.
Le FC Liège ne s'en laisse pas conter et remporte deux autres éditions du Championnat les deux saisons qui suivirent (1897/1898 & 1898/1899). Il se voient délivrer alors la Coupe du Championnat par la Fédération.
En 1899, une partie des supporters du FC liégeois, principalement un groupe d'élèves du collège Saint-Servais décidèrent de quitter le club et de créer leur propre équipe. À l'issue d'un vote pour déterminer le nom du club, le « Standard » l'emporte, d'une seule voix, devant le « Skill ». Le nom du club naissant est inspiré de celui du Standard A.C., club parisien populaire à l'époque. Le club s'appelle d'abord le Standard Football Club Liégeois avant de devenir le S.C.L. (Standard Club Liégeois), les joueurs choisissent pour couleurs le Rouge et le Blanc, des couleurs qui en fait sont à l'origine les couleurs des maillots de leur première partie, des maillots... prêtés par le Football Club Liégeois.
Les premières confrontations en Championnat de Belgique ont lieu lors de la saison 1909/1910 et se concluent toutes les deux sur un score nul et vierge.
Par la suite, les deux clubs descendent en division 2 mais le Standard de Liège parvient à retrouver l'élite tout comme le FC Liège mais qui contrairement au Standard, ne parvient pas à se maintenir et se retrouva même division 3.
Alors que les résultats du Standard restaient stables, le RFC Liège qui évoluait en Division 3, en 1942/43, retrouve la Division d’Honneur en 1944/1945 grâce à deux montées successives.
Dans les années 1950, ce sont les Sang & Marine qui sont au sommet de la hiérarchie du Football Belge puisqu'ils reviennent en puissance avec un quatrième titre de championnat en 1951/1952, une cinquantaine d'années après leur dernier, le club réalisa même le doublé en remportant leur cinquième sacre en 1952/1953.
Puis ce fut au tour du Royal Standard Club Liégeois de se mettre au devant de la scène en remportant son premier sacre, la Coupe de Belgique de 1954 puis son premier titre de Champion en 1957/1958.
Entre les années 1960 et les années 1980, le Standard vit son Âge d'Or. Les Mosans remportèrent en tout treize titres, à savoir sept titres de Champion de Belgique mais aussi trois Coupes de Belgique, deux Supercoupes de Belgique ainsi qu'une Coupe de la Ligue pro que remporta également le RFC Liège en 1986. 
Mais ces résultats sont entachés par l'affaire Standard-Waterschei en 1981/1982.
Dans les années 1990, Liège vit plusieurs épopées européennes alors que le Standard de Liège truste la seconde partie de tableau mais les Derbys restent très disputés.
En 1994/1995, le RFC Liège est confronté à de graves problèmes financiers, il doit d'abord quitter le Stade de Rocourt en cours de saison avant d'être relégué sportivement en D2 puis administrativement en division 3 à cause d'un problème de cession de patrimoine jugée non conforme par l'Union Belge. 
Le célèbre Matricule 4, doit entamer une procédure de fusion avec un autre club, le Royal Football Club Tilleur-Saint-Nicolas qui évoluait alors division 3. Massivement opposés à cette fusion, les supporters eurent indirectement gain de cause puisque l'Union Belge la déclara non conforme, entraînant la disparition du Matricule 21 de Tilleur au profit du maintien de celui de Liège (4). Néanmoins, le club ainsi formé se nomme Royal Tilleur Football Club Liégeois (RTFCL) évolue au stade de Buraufosse remontera directement en D2.
Le nom du club redevient RFC Liège quand il déménage au stade du Pairay à Seraing. Après plusieurs années d'exil, le RFC Liége est retourné sur ses terres historiques à Rocourt où il occupe un stade temporaire en attendant la construction de son stade « définitif », sur le site de l'ancienne Caserne Militaire, rue de la Tonne.
Depuis le 120ème Derby disputé en 1994/1995, les deux formations ne se sont plus jamais rencontrées qu'à l'occasion de matchs « amicaux » d'avant saison sur terrain neutre mais ces rencontres ne sont plus organisées vu le coût des mesures de sécurité demandées par les Bourgmestres.
Le vendredi 7 janvier 2022, profitant de la trêve en Jupiler Pro League et de l'arrêt temporaire du Championnat de Nationale 1 pour cause de rebond de la Pandémie Covid 19, les deux équipes se sont rencontrées à Sclessin pour une joute amicale à huis clos qui s'est terminée sur le score de 2-2.
Liège attend impatiemment le retour d'un vrai Derby entre Rouches et Sang & Marine

### Palmarès
Mis à jour le 30 mai 2018.
| Compétition             | Standard de Liège | RFC Liège |
| ----------------------- | ----------------- | --------- |
| Championnat de Belgique | 10                | 5         |
| Coupe de Belgique       | 8                 | 1         |
| Coupe de la Ligue Pro   | 1                 | 1         |
| Supercoupe de Belgique  | 4                 | 0         |
| Division 2              | 2                 | 3         |
| Total                   | 25                | 10        |

### Localisation des clubs liégeois
Les deux cercles liégeois sont :
(1) Royal Football Club de Liège
(8) Standard de Liège

## [4]Annexes
- Liège
- RFC Liège
- Standard de Liège
- Sport à Liège